# Pietro Ristori
Pietro Ristori (Empoli, 2 novembre 1900 – Empoli, 31 dicembre 1984) è stato un politico, sindacalista e partigiano italiano.

## Lotte durante il Fascismo
Nacque e crebbe in una famiglia di mezzadri. A 23 anni aderì al Pci ed iniziò a promuovere lotte antifasciste.

Nel 1927 fu costretto a emigrare in Francia. A Nizza svolse attività politica tra gli emigrati italiani. Due anni dopo si recò a Parigi, presso il Centro del Pci, da dove partì per una missione in Italia.
Risale a quel periodo una riunione a Montecatini con altri comunisti empolesi. Da quell'incontro prende le mosse un importante lavoro diretto al rafforzamento dell'attività antifascista in Toscana.
Nel 1930 Ristori viene arrestato a Milano dalla polizia, che però non riesce a trovare prove della sua attività di dirigente comunista.
Dopo mesi di detenzione, viene inviato al confino per cinque anni, a Lipari e a Ponza.
Sconta poi 19 mesi di carcere per agitazione collettiva. Viene liberato nell'agosto 1937.
Uscito di prigione, Ristori torna a Empoli, dove, nonostante i controlli, riesce a organizzare i Comitati di Difesa dei contadini. Nella zona, questi organismi conquistano largo consenso tra i mezzadri.

## La Resistenza
Al sopraggiungere dell'armistizio Pietro Ristori si dedicò fin dall'inizio ad organizzare la Resistenza. Fu il primo presidente della Cooperativa del Popolo fondata a Empoli il 7 aprile 1944. Presiedette il Cln dell'empolese e nel novembre 1944 fu nominato sindaco di Empoli prendendo il posto di Antonio Negro, che il 5 settembre 1944 era stato nominato sindaco dal Cln locale (Negro fu il primo sindaco dopo la Liberazione avvenuta il 2 settembre 1944). Ristori resse l'amministrazione della sua città fino all'aprile 1945, quando si trasferì a Firenze per dirigervi la Federterra provinciale. Nella carica di sindaco di Empoli gli successe Gino Ragionieri, che poi sarà il primo sindaco eletto della città nel dopoguerra, nelle amministrative del marzo 1946.

## Senatore e consigliere comunale
Dal 1946 al 1975 fu consigliere comunale ad Empoli. Dal 1948 al 1951 fa parte della segreteria provinciale fiorentina della CGIL. Ricoprì poi la carica di senatore per il PCI dal 1948 al 1963, per tre legislature. Presiedette l'Anppia locale e la cooperativa di consumo di Empoli (la Cooperativa del Popolo, questo il suo nome, venne infatti fondata il 7 aprile 1944 da Pietro Ristori e da altri uomini accomunati dall'intransigente impegno antifascista).
Porta il suo nome la casa del popolo di Corniola, frazione di Empoli.